# Oreomydas luctuosus
Oreomydas luctuosus är en tvåvingeart som först beskrevs av Mario Bezzi 1924.  Oreomydas luctuosus ingår i släktet Oreomydas och familjen Mydidae. Inga underarter finns listade i Catalogue of Life.